# Poum (Nouvelle-Calédonie)
Pour les articles homonymes, voir Poum.
Poum (en langue puma : Pum) est une commune française de Nouvelle-Calédonie, constituant l'extrémité nord-ouest de la Grande Terre en Province Nord, côte ouest, sur la Route provinciale Nord 1 (RPN 1), à 430 km de Nouméa, à 60 km au nord-ouest de Koumac, et à plus de 100 km à l'ouest de Ouégoa ou Pouébo (côte est).
La commune, forte d'environ 1 500 habitants, fait partie de l'aire coutumière Hoot ma Waap. La langue est le nêlêmwa-nixumwak.

## Géographie
La commune de Poum est une commune isolée, tout au nord de la Grand Terre, créée le 13 janvier 1977, par détachement de 46 % du territoire de Koumac, et d'une partie du territoire d'Ouégoa. Sa superficie est de 463 km2. Les communes voisines sont Ouégoa au Sud Est et Koumac au Sud Ouest, dont elle était une dépendance.
Les îles Belep sont à environ 50 km au nord.
La côte a un grand nombre d’îles et d’îlots habités (Baaba, Yandé, Taanlo et Yenghébane) et non-habitées.
Du Nord au Sud une chaîne de faible altitude traverse la commune, dont le massif de Poum forme le point le plus élevé (414m).

## Histoire
Plusieurs versions du peuplement de la commune existent. Dans toutes les versions, la notion de migration est importante. Poum était un lieu de passage maritime, accueillant les différents clans venant et allant vers les îles ou la Grande Terre. D’après différentes sources, les clans des îles se seraient installés sur la Grande Terre afin de limiter l’arrivée d’autres clans venant du sud. Certains conflits coutumiers seraient nés de cette époque, pré-coloniale.
Les langues vernaculaires parlées sont le nyelâyu dans le district d’Arama, et le nêlêmwa-nixumwak dans le district de Nénemas.
En 1852, Mgr Douarre acquiert du "premier chef d'Arama, Buéone et de son frère Tobuitma" un terrain, où construire l'église catholique d'Arama, contre « étoffes, haches, bêches, pioches, couvertures, hameçons, tabac et verroterie » (Rozier 1990:243).
En 2010, la deuxième édition spéciale de Koh-Lanta, Le Choc des héros, se déroula près de Poum dans l'archipel de Malabou.

## Administration
Partie jusqu'en 1977 de la commune de Koumac, la municipalité, à part entière, regroupe tous les établissements fonctionnels : mairie, école, collège, dispensaire, agence OPT, agence OGAF (Opération groupée d'aménagement foncier).
La zone du littoral (zone maritime) est habitée par les gens des îles (sous forme de locations, squats et terres privées).
| Période | Période  | Identité               | Étiquette          | Qualité |
| ------- | -------- | ---------------------- | ------------------ | ------- |
| 1977    | 1983     | Raymond Bwauva-Kaleba  |                    |         |
| 1983    | 1989     | Emmanuel Dayé          | LKS puis FLNKS-UPM |         |
| 1989    | 2001     | Alphonse Dayé          | FLNKS-UC           |         |
| 2001    | 2008     | Emmanuel Dayé          | FLNKS-UPM          |         |
| 2008    | En cours | Henriette Tidjine-Hmae | FLNKS-UC           |         |

## Démographie
L'évolution du nombre d'habitants est connue à travers les recensements de la population effectués dans la commune depuis 1956. À partir de 2006, les populations légales des communes sont publiées annuellement par l'Insee, mais la loi relative à la démocratie de proximité du 27 février 2002 a, dans ses articles consacrés au recensement de la population, instauré des recensements de la population tous les cinq ans en Nouvelle-Calédonie, en Polynésie française, à Mayotte et dans les îles Wallis-et-Futuna, ce qui n’était pas le cas auparavant. Ce recensement se fait en liaison avec l'Institut de la statistique et des études économiques (ISEE), institut de la statistique de la Nouvelle-Calédonie. Pour la commune, le premier recensement exhaustif entrant dans le cadre du nouveau dispositif a été réalisé en 2004, les précédents recensements ont eu lieu en 1996, 1989 et 1983.
En 2019, la commune comptait 1 435 habitants, en diminution de 1,91 % par rapport à 2014 (Nouvelle-Calédonie : +0,98 %).
| 1983 | 1989  | 1996  | 2004  | 2009  | 2014  | 2019  |
| ---- | ----- | ----- | ----- | ----- | ----- | ----- |
| 816  | 1 038 | 1 320 | 1 390 | 1 388 | 1 463 | 1 435 |

## Tribus

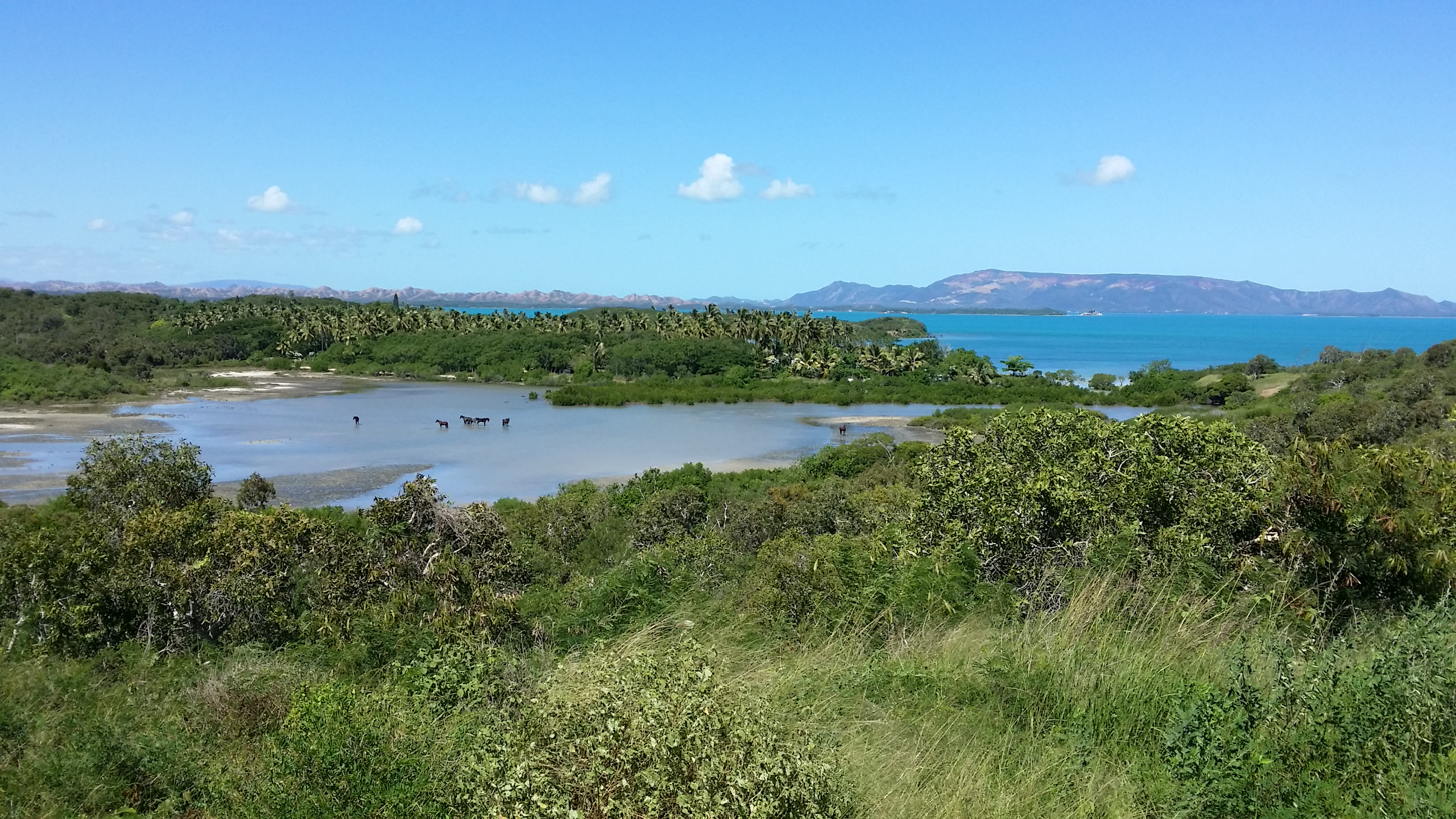
Chevaux en liberté près de la tribu de Tiabet en 2016.

La commune de Poum se situe dans l’aire coutumière Hoot Ma Waap. Les deux districts coutumiers Nénemas et Arama regroupent dix tribus.
- Aire coutumière Hoot ma Waap
  - District Nénémas (de langue nêlêmwa-nixumwak) : Baaba, Taanio/Tâânlô, Tiabet, Tie, Tiitch, Yandé, Yenghébane
  - District Arama (de langue nyelâyu-puma) : Bouarou, Narai, Pongal

La tribu de Titch se situe au nord ouest de la Presqu’île de Poum, entre le massif de Poum et la mer, avec une population recensée en 2009 de 120 individus.
« La société d'Arama, ou Grande Maison Teâ Aâôvaac, mweemwa Teâ Aâôvaac, est constituée de quatre hameaux eux-mêmes nommés Maisons, la Maison Puu Doo, la Maison Nooet, la Maison Tiari et la Maison Pagany » (qui pourraient rappeler la situation de 1852)(Monnerie 2005:55).

## Personnalités
- coutumières : André Théan-Hiouen,
- groupes de kaneka : Yalayu,
- troupes de danse : Hali Laan,

## Économie
- agriculture, 
  - cultures vivrières : igname, patate douce, manioc, walei, bananier, plantain, canne à sucre, citrouille, pastèque, ananas, ambrevade, oignon, tomate, salade, taro d'eau, herbes diverses, etc
  - cocotier, manguier, papayer, goyavier,
- élevage (chevaux), chevaux ensauvagés,
- pêche, poissons, crustacés, bêches-de-mer, crabes de palétuvier,
- chasse : cerf, porc, tortue marine, dugong, roussette,
- tourisme : Malabou, Néhoué, Nenon, Tiabet, Poingam, Kejaon, Golone, Cawi, Boat Pass...
- mines : Pilou (cuivre, 1886-1930), Ao (cuivre), Baaba (nickel et cuivre), Yandé (chrome et cobalt), la Mérétrice, massif de Poum (nickel à Spur A)

La revendication d'une usine de retraitement du minerai de nickel dans le nord de la Province Nord est assez générale, vers Arama par exemple.

## Culture locale et patrimoine

### Lieux et monuments
- Église d'Arama.

Les établissements d'enseignement sont l'école primaire publique CAVET-JUU (à Tiabet), l'école Saint Joseph (à Arama) (école primaire privée), et l'école primaire publique (Circonscription 5) à Poum.

### Points d'intérêt touristique
- extrême bout de la Grande-Terre, savanes, forêts de niaoulis, mangroves, plages désertes (Nennon...),
- paysages sauvages, préservés,
- sérénité (relative),
- chevaux en liberté (ou sauvages ?),
- élevages : bovins, chevaux, cerfs, dindons, cochons...
- exploitation du nickel et du cuivre (Pilou),
- océan, îles, archipels, lagons,
- croisières, balades en mer,
- pêche (réglementée), sportive et récréative, poissons, crustacés,
- Poum,
- Arama (tribu Bouara, et autres), et Pilou,
- productions artisanales : sel, fleur de sel, huiles essentielles,
- marché de Poum, le mercredi matin, de Güü le vendredi, de fruits de mer en août,
- fête de la mer, en juillet, à Shelloh,
- hébergement : hôtel-resort à Malabou (Néhoué), gîte-camping à Poingam, Pagop, Kejaon, Golone, chambre d'hôte à Malabou, campings divers,

### Festival Cebu Nyâbi
Depuis 2010, la commune programme un festival de danse, de musique et de chant, à Poum, tribu de Tiabet, Festival Cebu Nyâbi.
En août 2016, la 7e édition est baptisée Hiyac Civa Xuut (mettre en scène le pilou, en nenewwa) accueille les délégations des quatre aires coutumières de la Province Nord, et des invités des provinces Sud et Îles. Au programme : 400 festivaliers,
- chants polyphoniques, contes,
- danses : Hoot Pwaidaan ma Whaatabween (ouverture), troupes Hali Laan (Poum), Toka (Tiga), Mhoru Wedi (Poya), Wehout (Hienghène), Ukeinemel (Lifou), Daagac (Bélep), Nâba (Konè), Résurrection (Nouméa), Keredu (Thio), Nedokwe (Canala), Cia I Meevu (Ouégoa),
- fabrication de jeux traditionnels, tapas, monnaie kanak, parures de danse, maquillage, vannerie, sculpture sur bois et pierre savon, bambous gravés,
- exposition Mélanésia 2000, projection de films, stands divers,

### Shaxhabign
L'association Shaxhabign, créée en 1992, et dont les membres fondateurs sont René Porou, Jacques Porou, Didier Porou, Léon Williams, Amo Wayenece, José Patu, a une dizaine de membres en 2016, dont certains musiciens sont originaires de Maré, Hienghène, Poya, Lifou. Le nom de l'association vient de l'île de Tââlô, autrefois séparée par un bras de mer en deux parties, Shaxhabign et Uyo. Le groupe Shaxhabign, dirigé par Brice Porou, a pris la place du groupe de musique Dayaan des années 1980.
Elle organise les 14-16 octobre 2016, sur le site Shelloh, la onzième édition de son festival de musique, de danses, de chants.

## Repères Koumac-Poum-Poingam

### vers le nord: Poum, Poingam
- Koumac-Poum, RT1-RPN7-RPN8 :
  - Koumac nord, par la RT1,
  - route de Ouanac - Wanatch, route RM16 du Pont des Catholiques vers Karakak et Pago, route de Panuna,vers le nord
  - pont sur la Koumac,
  - Koumac aérodrome,
  - route ouest RPN8, vers Paagoumène, baie de Sable, mine Étoile du nord, port minéralier, île de la Table,
  - route est RPN7 vers Ouegoa et la côte est,
  - rivière la Firdoline, aire aménagée,
  - vallée de Chagrin, cimetière des Tonkinois,
  - vue sur la mine de Tiebaghi, ancien village minier,
  - au nord de Paagoumène, baie d'Ohland, îlot Tiam Bouene,
  - vallée de la Néwé, village de Néouhé, baie de Néhoué, îles : Ti-Ac, Ti-Tienghène, Néangambo, Boh, Tani, Ouanne,
  - piste vers la pointe de la presqu'île de Babouillat, plage, randonnées,
  - pont sur La Pwéyan,
  - route secondaire RPN9-RM6-RM7, Barabache, vers Arama, Bouarou, Pèngaï, Naaraatch, Phagaany (côte est, baie d'Harcourt), cols d'Arama et de Pointe, (et Poingam-Tiabet),
  - route de Malabou, hôtel-resort, aérodrome de Poum, plage, presqu'île de Goloné, plage, camping, îles : Maabounghi, Tanlé, Boh,
  - Phwayaaé, Goloné (camping, table d'hôtes),
  - creek Inyi, zone marécaguese à niaoulis, biotope spécifique,
  - route vers Poingam, VU4-RM8-RM16, plage, relais, camping, et vers Tiabet (pointe de Dju, route panoramique),
  - Tamié, baie, port minéralier,
  - îlot Maaboughi, récif de Bammahame,
  - Poum, Niagu, Oléa, Poum centre, église, dispensaire, mairie, gendarmerie, OPT, station-service, nakamal, Pointe de Gaé, nakamal,
    - tribu de Thiic,
    - massif de Poum, secteur minier,

  - baie de Banaré, îles :  Mouac (Mwak), Pionne (Piyon), Yoyoé, Tuany, Nba,
- vers le nord : RM8-RM16, 
  - Poum-plage, îlot Naajalé,
  - Hnakemimaxexe, chateau d'eau, petite randonnée, point de vue,
  - petit magasin Guillaume,
  - Gü, marais salants naturels,
  - baie de Banaré, Nénon / Nennon, plages (moustiques, taons, aire aménagée), îles : Paaïo (Phaayo), Yava, îlot Roche Percée, île Néba (Nééva),
  - vers la baie d'Harcourt : Arama (église), mine de cuivre Pilou, Naraï, Naaraatch, Nénébwa, Phagany, Péngaï, RM7, forêt d'Ougne, pas toujours praticable,
    - îles Yaba, Neba,

  - vers Tiaboui (est), Pwawa, Nomoia, îlot Saint-Phalle, île Balabio,
  - Kéjaon, Cawi, baie, plage, camping, îlot Paäio,
  - plage de Bora(-Bora),
  - Babaré, baie,
  - RM9, ouest : Tiabet, Presqu'île de Bwa Vodo, Pabem, Juu (Djuu, Djou, route panoramique),
  - RM18 est, vers Nomoïa (est), puis Arama,
  - RM17 est, vers Olaan,
  - RM8, route nord, non goudronnée, vers Poingam (Pwagam), plage, relais, camping, marais salant de Ko, îlot Noua, île Tié (Cé),
  - RM10, route sud-ouest, vers Bouara (Bwa Ra), Boléé, et Pagop, plages, gîte et camping,
  - pointe Nahârian, chenal de Boat Pass, Xa, 
    - île Baaba (Paava), îlot Yenghabane (Yenghébane), îles : Pia, Balabio, Tié (Tiya), Taanlô (Tâlô), Yandé (Hwa On),
    - puis îles Bélep : île Pott, île Art, Dau Ac, îlots Daos, puis récifs d'Entrecasteaux.